# Jennifer Lopez: All I Have
Jennifer Lopez: All I Have es la primera residencia de conciertos de la cantante estadounidense, de origen puertorriqueño, Jennifer Lopez, desarrollada en el casino Planet Hollywood Resort & Casino, en The AXIS de Las Vegas. La residencia se inició el 20 de enero de 2016, completando 20 fechas hasta junio de ese mismo año. Poco después, debido a la buena recepción, tanto comercial como crítica, la residencia ha ido obteniendo varias fechas nuevas. Finalmente, la residencia finalizará el 29 de septiembre de 2018 tras varias prolongaciones, dando lugar a más de 100 fechas a lo largo de su estancia en la ciudad.
Según reportes de Billboard, el concierto que se llevó a cabo el 13 de agosto de 2016 recaudó un millón de dólares en entradas vendidas para su show, convirtiéndolo en el espectáculo con los mayores ingresos en la historia del hotel y casino, superando el récord anterior de Britney Spears. Asimismo, con $34,7 millones recaudados, Lopez tuvo la residencia más lucrativa de Las Vegas en 2016.

## Antecedentes y promoción
Desde 2014, en varios medios de comunicación y en las redes, se extendió un fuerte rumor acerca de un posible contrato de la cantante Jennifer Lopez con un importante empresario de Las Vegas para llevar a cabo una serie de conciertos en la llamada ciudad del pecado, como hicieron las cantantes Britney Spears o Mariah Carey, en 2013 y 2015 respectivamente. Estos rumores fueron tomando fuerza después de que la cantante ofreciese en The Colosseum del Caesars Palace un concierto especial en la Noche Vieja de ese año, bajo el título "Jennifer Lopez: The Best Is Yet To Come", en español: «Jennifer Lopez: Lo mejor está por venir».
El 13 de mayo de 2015 se confirmó la noticia, Jennifer Lopez realizaría a lo largo del 2016 una residencia de conciertos en Las Vegas. Fue publicado por la propia artista mediante las redes sociales junto con un breve vídeo promocional. Así, la residencia se llevará a cabo en The AXIS, del Planet Hollywood Resort & Casino, el mismo lugar donde la cantante, y amiga de Lopez, Britney Spears está llevando a cabo su propio espectáculo desde finales de 2013. Según el portal TMZ.com, la cantante habría firmado un contrato por valor de unos 26 millones de dólares aproximadamente, siendo uno de los sueldos más altos en la historia de los espectáculos de la ciudad a comparación a otras artistas que también han contado o cuentan con su propio show en Las Vegas como Celine Dion, Cher, Shania Twain o el de la propia Britney Spears.

López se declaró muy feliz por esta nueva etapa en su carrera, y es que esta nueva situación le permitirá una estabilidad familiar, por sus dos hijos de siete años, que hasta ahora con una gira no habría podido tener, esto fue lo que dijo al respecto: «Sabes, ir de gira es una locura, y para llegar a estar en un solo lugar y construir un espectáculo que realmente sea exactamente cómo yo siempre lo he imaginado es difícil». Así firmó la cantante sentirse ante este nuevo proyecto: 
«Me he estado preparando para este momento toda mi vida. El show va a ser multifacético con altas dosis de energía, desde mis orígenes como Jenny From The Block y mezclando todos aspectos que les encantan a mis fans: baile, hip hop, música latina y pop. Va a ser el espectáculo que siempre quise crear.»

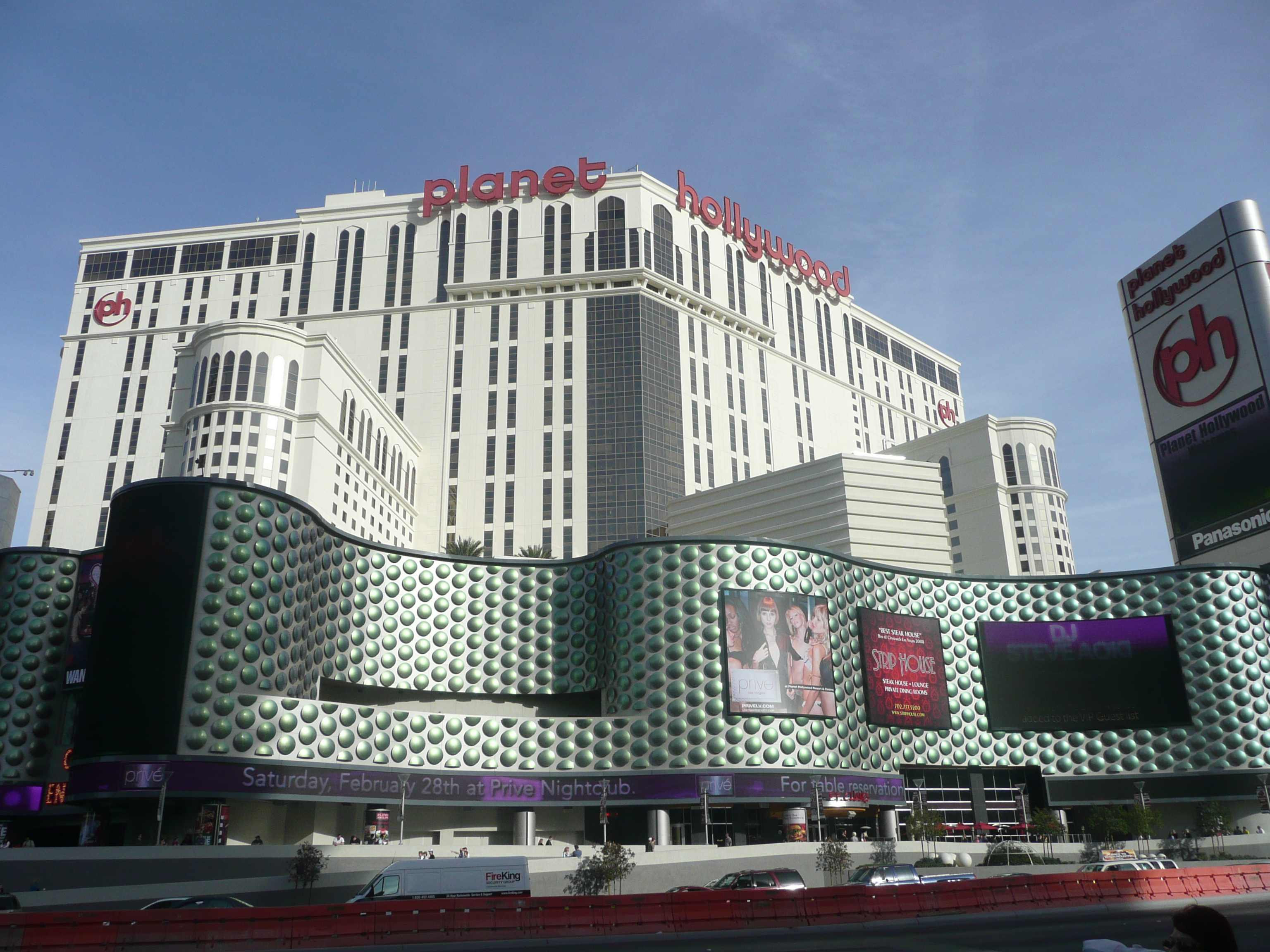
El Planet Hollywood Resort & Casino, lugar donde se llevará a cabo la residencia de conciertos

El 15 de mayo Lopez se presentó en el programa en el programa estadounidense The Ellen DeGeneres Show para promocionar la residencia en la ciudad del juego. Durante su participación en el talk-show, la cantante ofreció una actuación de más de 5 minutos de duración donde repaso sus éxitos desde sus inicios hasta la actualidad, interpretando un popurrí de las siguientes canciones: «If You Had My Love», «Love Don't Cost a Thing», «Jenny from the block», «Get Right» y «On the Floor». Después realizó una entrevista, donde se mostró muy ilusionada por todo lo que puede llegar a realizar en el espectáculo, asimismo, confirmó que la residencia tendrá una duración de 40 espectáculos durante dos años aproximadamente y se mostró ilusionada ante una posible prolongación de la residencia. En agosto de 2015 Lopez realizó unas declaraciones en la rueda de prensa de la temporada final del talent-show American Idol donde es una de las juezas. En dichas palabras expuso de nuevo su emoción ante el nuevo cambio que supondrá Las Vegas y afirma estar trabajando duro para poder estar a la altura bajo una gran producción, según la cantante la residencia «es una oportunidad que es abrumadora y, al mismo tiempo la cosa más emocionante que me ha pasado en mucho tiempo, así que estoy dando todo lo que tengo».
El 19 de septiembre después de actuar en el iHeartRadio Music Festival de Las Vegas, la cantante anuncio de forma oficial el nombre de su residencia, pasando a ser llamada All I Have mientras que un cartel promocional se estaba exponiendo en el escenario. Asimismo, la cantante anuncio estar preparando nueva música para poder interpretarla de forma exclusiva durante la residencia. El 19 de enero, justo el día antes del estreno del espectáculo, tuvo lugar un ensayo general con vestuario donde Jennifer Lopez ofreció el concierto completo para amigos y familiares. Así, sirvió como un avance de lo que sería interpretado al día siguiente, aunque fueron filtrados pequeños vídeos en redes sociales, dando lugar a que se pudiese saber que algunos de los vestuarios utilizados y algunas de las canciones que formarían parte del repertorio. Según el Daily Mail del Reino Unido, «es un gran show, con una complicada coreografía» y «una J.Lo fantástica».
Al finalizar la primera etapa de la gira en febrero de 2016, fue anunciada una prolongación del espectáculo hasta diciembre de ese mismo año debido a al éxito de la residencia de la cantante, quien obtuvo un buen debut en Las Vegas con una alta demanda y una recepción comercial muy buena y una respuesta por parte de la crítica musical muy positiva con prácticamente alabanzas al show ideado por la cantante. Así, la residencia paso de ser únicamente de veinte conciertos a casi cuarenta.  Asimismo, en julio de 2016 fue anunciada una nueva prolongación hasta 2017, llegando a los 58 espectáculos. En marzo de ese mismo año, la cantante confirmó que habría prolongación de la residencia hasta 2019. A partir del 1 de enero de 2018, el recinto dedicará el espacio de manera totalitaria al espectáculo de López al finalizar el show de Spears, Britney: Piece of Me en la Nochevieja del 2017. 

Asimismo, en diciembre de 2017 se supo que la residencia finalizaría en septiembre de 2018, tras varias prolongaciones y más de 100 fechas. Lopez se mostró agradecida y afirmó: 
«Hacer 'All I Have' en Las Vegas en los últimos años ha sido una experiencia increíble y gratificante que no olvidaré. Algunos de los mejores recuerdos en el escenario de mi carrera se igualarán para siempre con esta ciudad. Gracias a todos mis fanáticos que viajaron de todas partes para experimentar el espectáculo conmigo».

## Recepción

### Crítica
En su amplia mayoría, las críticas recibidas por parte de los fanáticos de la cantante, los medios de comunicación y los críticos musicales fueron muy favorables, destacando los provocativos vestuarios utilizados por Lopez, sus coreografías y el desarrollo del espectáculo. Katie Atkinson escribiendo para Billboard, destacó que «J.Lo sin duda lo hizo (salirse)». Le otorga al espectáculo ideado por la cantante un 4,5 sobre 5. En su reseña dice «El espectáculo fluye como un paseo a través de su vida», destacando y alabando los diferentes actos que forman el show, y es que afirma se «logra disfrutar» de la Jennifer Lopez pop, hip-hop y latina. Después de reseñar positivamente todo el espectáculo, con sus cambios de vestuario, las coreografías y el talento vocal de la cantante, finaliza afirmando que tener a J.Lo en la ciudad del pecado ha sido «una muy buena idea». Asimismo, al ser una reseña del primer concierto, se hace mención en que durante esa noche, la cantante tuvo la participaciones sobre el escenario de Pitbull, Ne-yo y Ja Rule. Escribiendo para Las Vegas Sun, Robin Leach otorgó al show una positiva reseña. En el artículo se dice que fue un grandioso concierto y quedó sorprendido por el gran talento de la cantante, afirmando que es una gran artista. Asimismo, finaliza diciendo «No hay duda de que J.Lo y su contrato con Caesars Entertainment está cambiando la cara teatral de la ciudad. Había un montón de gente el miércoles por la noche que me dijo: "Este es ahora el mejor espectáculo en Las Vegas. Nunca ha habido nada parecido a esto. Totalmente increíble". Yo no podría haberlo dicho mejor!». La prestigiosa revista Time también reseño el espectáculo. En el artículo se afirma «Lopez, de 46 años, resumió el mayor atractivo de su programa: el último de una serie de estrellas del pop que se establecen una residencia en Las Vegas, lleva consigo una espectacularidad que es difícil de superar. Una triple amenaza que equilibra su residencia con una serie de compromisos televisión, Lopez une con eficacia su talento para poner en un espectáculo tan animado y extravagante como la propia ciudad. (...)  Su espectáculo de dos horas, destaca el gran atractivo del catálogo que se ha reunido con más de dos décadas». Así, alaban el talento de la cantante y valoran positivamente el espectáculo. Desde MTV también reseñaron la residencia, afirmando que se trata de un gran espectáculo para la ciudad, y una gran etapa para la carrera de la cantante.
Jennifer Pearson del británico Daily Mail  señaló que «a los 46 años, Jennifer Lopez demostró a esta audiencia en vivo que todavía está en la cima de su juego (...) sorprendiendo como ella sabe hacer». Así, destacó la calidad de su faceta de bailarina y la gran complejidad de los números de bailes realizados, así como los atuendos usados por la cantante. Desde el también británico The Guardian  dieron cinco estrellas de cinco al show bajo una reseña escrita por Eve Barlow. La periodista afirma que es un gran espectáculo donde se puede disfrutar la cantante en estado puro, de sus varias facetas como artista y un gran despliegue visual. Desde el Reino Unido, el tabloide The Sun  también elogiaron el show, afirmando que la cantante derrocho su pasión por el espectáculo, destacando lo llamativo que resulta el concierto a nivel visual primordialmente por los atrevidos vestuarios.

### Comercial
El debut de Jennifer Lopez con su propia residencia en la ciudad del pecado obtuvo un gran éxito comercial con su primera etapa, y es que gracias a la publicación de los datos de asistencia y recaudación de Billboard  se supo que los conciertos del inicio de este nuevo proyecto de la cantante estuvieron agotados, con un total de 25 918 personas y una recaudación de 5 133 990 de dólares. Estos datos dieron lugar a que Lopez se situase en la primera posición de las giras más exitosas del mes de enero. Superando incluso a Britney Spears quien también está realizando su propio show en el mismo lugar que Lopez, y normalmente había liderado esta lista. Poco después se supo que, en su totalidad, las entradas para esta primera etapa fueron agotadas. Este buen recibimiento de la cantante latina dio lugar una prolongación de la residencia, pasando a finalizar en diciembre de ese mismo año y no en verano como se había publicado anteriormente. Asimismo, en julio de 2016 fue anunciada una nueva tanda de fechas, esta vez, durante varios meses de 2017 debido a que se convirtió en una de las residencias más rentables de la ciudad.
El concierto que tuvo lugar el 13 de agosto de 2016 ganó más de $ 1 millón en ingresos, llegando a ser el especatculo con mayor recaudación obtenida en el Planet Hollywood hasta la fecha y rompiendo el récord anterior conseguido por Britney Spears con su espectáculo propio Britney: Piece of Me. Asimismo, con $34,7 millones recaudados, Lopez tuvo la residencia más lucrativa de Las Vegas en 2016.
Una vez finalizada la residencia se conocieron los datos oficiales, y según un comunicado de prensa, las ventas brutas de boletos del artista superaron los $ 100 millones durante los 3 años de duración.

## Acerca del Show

### Escenario

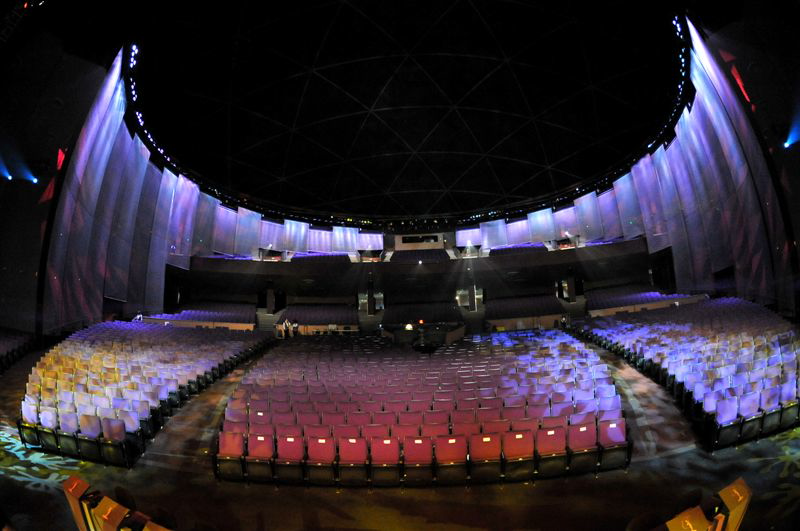
Interior del teatro desde el escenario (2009)

El escenario de la residencia está conformado por un escenario principal, el cual se extiende con una pasarela en forma de "JLo" (logotipo usado por la cantante como acrónimo de su propio nombre), a los lados tiene pantallas que rodean el escenario, mientras al fondo se encuentra la banda del espectáculo. Debido a que ambas residencias tienen lugar en el mismo anfiteatro, dando lugar a que ambos escenarios deban compartir el espacio. Asimismo, el escenario del espectáculo de Lopez, aunque es algo más reducido si tenemos en cuenta las dimensiones originales del espacio ofrecido por Planet Hollywood, es un escenario cambiante, donde encontramos telones sobre los que se proyectan imágenes, incluso como si fuesen un efecto de holograma, diversos elementos de atrezzo son utilizados así como plataformas sobre las que se desarrollan los números de baile.

### Canciones
El repertorio original de la residencia, está conformado por veintiuna canciones, siendo un repaso de toda la carrera de Jennifer Lopez, con la interpretación de sus grandes éxitos y clásicos de su discografía. Tales como «If You Had My Love», «Love Don't Cost a Thing», «Jenny from the Block» o algunas más actuales como «Dance Again», «On the Floor» o «Booty». El repertorio también incluye a quince sencillos de Jennifer Lopez lanzados entre los años 1999 y 2014. Asimismo, dentro del espectáculo se rinde tributo a Elvis Presley y Celia Cruz, interpretándose una canción de cada artista por Lopez, quien además también hace sus propias versiones de «Very Special» (Cover de Debra Laws) y «I Hope You Dance» (Cover de Lee Ann Womack).

## Emisiones y grabaciones

### Especial para NBC
El 16 de diciembre de 2016 fue anunciado que el espectáculo llevado a cabo por la cantante en Las Vegas sería parcialmente transmitido por televisión mediante el canal estadounidense NBC durante los especiales de la noche de fin de año “NBC’s New Year’s Eve with Carson Daly”. De este modo, la residencia será mostrada en la televisión nacional, gracias a unas grabaciones previas realizadas con anterioridad el día 14 de ese mismo mes. Finalmente únicamente se emitieron las actuaciones del número de apertura con «If You Had My Love» y «Get Right». Asimismo, el cierre con «Tens», «Waiting for Tonight» y «On the Floor» también fue mostrado.

## Repertorio
Acto I - Glamour
- Opening - New Girl

1. «If You Had My Love»
2. «Love Don't Cost a Thing»
3. «Got a Lot o' Livin' to Do» (Cover de Elvis Presley)
4. «Get Right»

Acto II - Back to Bronx
1. «I'm Real» (Murder Remix)
2. «Feelin' So Good»

Dance Medley (incluye «Dinero» & «Bodak Yellow») 
1. «Jenny from the Block»

Acto III - Burlesque
1. «I'm Into You»
2. «Girls» (contiene elementos de «If You Had My Love»)
3. «Booty» (contiene elementos de «Hotline Bling»)

Acto IV - Ballad
1. «Feel the Light»
2. «I Hope You Dance» (Cover de Lee Ann Womack)

Acto V - Funk
1. «Ain't It Funny» (Murder Remix)
2. «Very Special» (Cover de Debra Laws)
3. «Respect» (Cover de Aretha Franklin)
4. «Ain't Your Mama»
5. «All I Have»
6. «Hold It Don't Drop It»

Acto VI - Latina
1. «Quimbara» / «Bemba Colorá» (Covers de Celia Cruz)
2. «¿Quién será?» (Cover de Dean Martin)
3. «El anillo»
4. «Let's Get Loud»

Acto VII - Rave
- Intro - «Tens»

1. «Waiting for Tonight»
2. «Dance Again»
3. «On the Floor»

Encore (contiene elementos de «Live It Up»)
Referencia:
| Notas |
| --- |
| - Durante el primer concierto, la cantante contó con la participación en vivo de Ja Rule, Ne-Yo y Pitbull. - Durante el segundo concierto, la cantante contó con la participación en vivo de Prince Royce y otra vez, Ja Rule. - «¿Quien será?» dejó de ser interpretada tras los primeros conciertos. - «Ain't Your Mama» fue incluida en el repertorio en el acto Funk a partir del 22 de mayo de 2016. - «Respect» (Cover de Aretha Franklin) fue incluida en el repertorio en el acto Funk a partir de diciembre de 2016. - Durante la etapa de conciertos celebrados entre mayo y junio de 2018 Lopez incluyó un número de baile en la sección urbana, incluyendo su single «Dinero» en el espectáculo. Del mismo modo, incluyó en la sección latina la actuación de su sencillo en español «El anillo». |

## Fechas
| Fecha                    | Ciudad    | País           | Lugar                            | Asistencia        | Recaudación       |
| ------------------------ | --------- | -------------- | -------------------------------- | ----------------- | ----------------- |
| América del Norte        |           |                |                                  |                   |                   |
| Etapa I                  |           |                |                                  |                   |                   |
| 19 de enero de 2016      | Las Vegas | Estados Unidos | Planet Hollywood Resort & Casino | Concierto Privado | Concierto Privado |
| 20 de enero de 2016      | Las Vegas | Estados Unidos | Planet Hollywood Resort & Casino | 25 918 / 25 918   | $5 133 990        |
| 22 de enero de 2016      | Las Vegas | Estados Unidos | Planet Hollywood Resort & Casino | 25 918 / 25 918   | $5 133 990        |
| 23 de enero de 2016      | Las Vegas | Estados Unidos | Planet Hollywood Resort & Casino | 25 918 / 25 918   | $5 133 990        |
| 27 de enero de 2016      | Las Vegas | Estados Unidos | Planet Hollywood Resort & Casino | 25 918 / 25 918   | $5 133 990        |
| 29 de enero de 2016      | Las Vegas | Estados Unidos | Planet Hollywood Resort & Casino | 25 918 / 25 918   | $5 133 990        |
| 30 de enero de 2016      | Las Vegas | Estados Unidos | Planet Hollywood Resort & Casino | 25 918 / 25 918   | $5 133 990        |
| 3 de febrero de 2016     | Las Vegas | Estados Unidos | Planet Hollywood Resort & Casino | 17 658 / 17 658   | $3 697 602        |
| 5 de febrero de 2016     | Las Vegas | Estados Unidos | Planet Hollywood Resort & Casino | 17 658 / 17 658   | $3 697 602        |
| 6 de febrero de 2016     | Las Vegas | Estados Unidos | Planet Hollywood Resort & Casino | 17 658 / 17 658   | $3 697 602        |
| 9 de febrero de 2016     | Las Vegas | Estados Unidos | Planet Hollywood Resort & Casino | 17 658 / 17 658   | $3 697 602        |
| Etapa II                 |           |                |                                  |                   |                   |
| 22 de mayo de 2016       | Las Vegas | Estados Unidos | Planet Hollywood Resort & Casino | 52 488 / 53 589   | $11 518 415       |
| 25 de mayo de 2016       | Las Vegas | Estados Unidos | Planet Hollywood Resort & Casino | 52 488 / 53 589   | $11 518 415       |
| 27 de mayo de 2016       | Las Vegas | Estados Unidos | Planet Hollywood Resort & Casino | 52 488 / 53 589   | $11 518 415       |
| 28 de mayo de 2016       | Las Vegas | Estados Unidos | Planet Hollywood Resort & Casino | 52 488 / 53 589   | $11 518 415       |
| 29 de mayo de 2016       | Las Vegas | Estados Unidos | Planet Hollywood Resort & Casino | 52 488 / 53 589   | $11 518 415       |
| 1 de junio de 2016       | Las Vegas | Estados Unidos | Planet Hollywood Resort & Casino | 52 488 / 53 589   | $11 518 415       |
| 3 de junio de 2016       | Las Vegas | Estados Unidos | Planet Hollywood Resort & Casino | 52 488 / 53 589   | $11 518 415       |
| 4 de junio de 2016       | Las Vegas | Estados Unidos | Planet Hollywood Resort & Casino | 52 488 / 53 589   | $11 518 415       |
| 8 de junio de 2016       | Las Vegas | Estados Unidos | Planet Hollywood Resort & Casino | 52 488 / 53 589   | $11 518 415       |
| 10 de junio de 2016      | Las Vegas | Estados Unidos | Planet Hollywood Resort & Casino | 52 488 / 53 589   | $11 518 415       |
| 11 de junio de 2016      | Las Vegas | Estados Unidos | Planet Hollywood Resort & Casino | 52 488 / 53 589   | $11 518 415       |
| 12 de junio de 2016      | Las Vegas | Estados Unidos | Planet Hollywood Resort & Casino | 52 488 / 53 589   | $11 518 415       |
| Etapa III                |           |                |                                  |                   |                   |
| 20 de julio de 2016      | Las Vegas | Estados Unidos | Planet Hollywood Resort & Casino | 25 740 / 27 055   | $5 165 336        |
| 22 de julio de 2016      | Las Vegas | Estados Unidos | Planet Hollywood Resort & Casino | 25 740 / 27 055   | $5 165 336        |
| 23 de julio de 2016      | Las Vegas | Estados Unidos | Planet Hollywood Resort & Casino | 25 740 / 27 055   | $5 165 336        |
| 27 de julio de 2016      | Las Vegas | Estados Unidos | Planet Hollywood Resort & Casino | 25 740 / 27 055   | $5 165 336        |
| 29 de julio de 2016      | Las Vegas | Estados Unidos | Planet Hollywood Resort & Casino | 25 740 / 27 055   | $5 165 336        |
| 30 de julio de 2016      | Las Vegas | Estados Unidos | Planet Hollywood Resort & Casino | 25 740 / 27 055   | $5 165 336        |
| 3 de agosto de 2016      | Las Vegas | Estados Unidos | Planet Hollywood Resort & Casino | 25 598 / 26 894   | $4 940 117        |
| 5 de agosto de 2016      | Las Vegas | Estados Unidos | Planet Hollywood Resort & Casino | 25 598 / 26 894   | $4 940 117        |
| 6 de agosto de 2016      | Las Vegas | Estados Unidos | Planet Hollywood Resort & Casino | 25 598 / 26 894   | $4 940 117        |
| 10 de agosto de 2016     | Las Vegas | Estados Unidos | Planet Hollywood Resort & Casino | 25 598 / 26 894   | $4 940 117        |
| 12 de agosto de 2016     | Las Vegas | Estados Unidos | Planet Hollywood Resort & Casino | 25 598 / 26 894   | $4 940 117        |
| 13 de agosto de 2016     | Las Vegas | Estados Unidos | Planet Hollywood Resort & Casino | 25 598 / 26 894   | $4 940 117        |
| Etapa IV                 |           |                |                                  |                   |                   |
| 9 de diciembre de 2016   | Las Vegas | Estados Unidos | Planet Hollywood Resort & Casino | 8 655 / 8 976     | $1 879 172        |
| 10 de diciembre de 2016  | Las Vegas | Estados Unidos | Planet Hollywood Resort & Casino | 8 655 / 8 976     | $1 879 172        |
| 13 de diciembre de 2016  | Las Vegas | Estados Unidos | Planet Hollywood Resort & Casino | 11 753 / 13 356   | $2 350 813        |
| 16 de diciembre de 2016  | Las Vegas | Estados Unidos | Planet Hollywood Resort & Casino | 11 753 / 13 356   | $2 350 813        |
| 17 de diciembre de 2016  | Las Vegas | Estados Unidos | Planet Hollywood Resort & Casino | 11 753 / 13 356   | $2 350 813        |
| Etapa V                  |           |                |                                  |                   |                   |
| 8 de febrero de 2017     | Las Vegas | Estados Unidos | Planet Hollywood Resort & Casino | 36 958 / 39 653   | $7 275 365        |
| 10 de febrero de 2017    | Las Vegas | Estados Unidos | Planet Hollywood Resort & Casino | 36 958 / 39 653   | $7 275 365        |
| 11 de febrero de 2017    | Las Vegas | Estados Unidos | Planet Hollywood Resort & Casino | 36 958 / 39 653   | $7 275 365        |
| 14 de febrero de 2017    | Las Vegas | Estados Unidos | Planet Hollywood Resort & Casino | 36 958 / 39 653   | $7 275 365        |
| 17 de febrero de 2017    | Las Vegas | Estados Unidos | Planet Hollywood Resort & Casino | 36 958 / 39 653   | $7 275 365        |
| 18 de febrero de 2017    | Las Vegas | Estados Unidos | Planet Hollywood Resort & Casino | 36 958 / 39 653   | $7 275 365        |
| 21 de febrero de 2017    | Las Vegas | Estados Unidos | Planet Hollywood Resort & Casino | 36 958 / 39 653   | $7 275 365        |
| 24 de febrero de 2017    | Las Vegas | Estados Unidos | Planet Hollywood Resort & Casino | 36 958 / 39 653   | $7 275 365        |
| 25 de febrero de 2017    | Las Vegas | Estados Unidos | Planet Hollywood Resort & Casino | 36 958 / 39 653   | $7 275 365        |
| Etapa VI                 |           |                |                                  |                   |                   |
| 24 de mayo de 2017       | Las Vegas | Estados Unidos | Planet Hollywood Resort & Casino | 12 037 / 13 493   | $2 379 225        |
| 26 de mayo de 2017       | Las Vegas | Estados Unidos | Planet Hollywood Resort & Casino | 12 037 / 13 493   | $2 379 225        |
| 27 de mayo de 2017       | Las Vegas | Estados Unidos | Planet Hollywood Resort & Casino | 12 037 / 13 493   | $2 379 225        |
| 28 de mayo de 2017       | Las Vegas | Estados Unidos | Planet Hollywood Resort & Casino | 31 003 / 34 480   | $5 693 212        |
| 31 de mayo de 2017       | Las Vegas | Estados Unidos | Planet Hollywood Resort & Casino | 31 003 / 34 480   | $5 693 212        |
| 2 de junio de 2017       | Las Vegas | Estados Unidos | Planet Hollywood Resort & Casino | 31 003 / 34 480   | $5 693 212        |
| 3 de junio de 2017       | Las Vegas | Estados Unidos | Planet Hollywood Resort & Casino | 31 003 / 34 480   | $5 693 212        |
| 7 de junio de 2017       | Las Vegas | Estados Unidos | Planet Hollywood Resort & Casino | 31 003 / 34 480   | $5 693 212        |
| 9 de junio de 2017       | Las Vegas | Estados Unidos | Planet Hollywood Resort & Casino | 31 003 / 34 480   | $5 693 212        |
| 10 de junio de 2017      | Las Vegas | Estados Unidos | Planet Hollywood Resort & Casino | 31 003 / 34 480   | $5 693 212        |
| 11 de junio de 2017      | Las Vegas | Estados Unidos | Planet Hollywood Resort & Casino | 31 003 / 34 480   | $5 693 212        |
| Etapa VII                |           |                |                                  |                   |                   |
| 6 de septiembre de 2017  | Las Vegas | Estados Unidos | Planet Hollywood Resort & Casino | 36 796 / 39 701   | $7 459 287        |
| 8 de septiembre de 2017  | Las Vegas | Estados Unidos | Planet Hollywood Resort & Casino | 36 796 / 39 701   | $7 459 287        |
| 9 de septiembre de 2017  | Las Vegas | Estados Unidos | Planet Hollywood Resort & Casino | 36 796 / 39 701   | $7 459 287        |
| 13 de septiembre de 2017 | Las Vegas | Estados Unidos | Planet Hollywood Resort & Casino | 36 796 / 39 701   | $7 459 287        |
| 15 de septiembre de 2017 | Las Vegas | Estados Unidos | Planet Hollywood Resort & Casino | 36 796 / 39 701   | $7 459 287        |
| 16 de septiembre de 2017 | Las Vegas | Estados Unidos | Planet Hollywood Resort & Casino | 36 796 / 39 701   | $7 459 287        |
| 20 de septiembre de 2017 | Las Vegas | Estados Unidos | Planet Hollywood Resort & Casino | 36 796 / 39 701   | $7 459 287        |
| 22 de septiembre de 2017 | Las Vegas | Estados Unidos | Planet Hollywood Resort & Casino | 36 796 / 39 701   | $7 459 287        |
| 23 de septiembre de 2017 | Las Vegas | Estados Unidos | Planet Hollywood Resort & Casino | 36 796 / 39 701   | $7 459 287        |
| 27 de septiembre de 2017 | Las Vegas | Estados Unidos | Planet Hollywood Resort & Casino | 11 408 / 12 652   | $2 158 041        |
| 29 de septiembre de 2017 | Las Vegas | Estados Unidos | Planet Hollywood Resort & Casino | 11 408 / 12 652   | $2 158 041        |
| 30 de septiembre de 2017 | Las Vegas | Estados Unidos | Planet Hollywood Resort & Casino | 11 408 / 12 652   | $2 158 041        |
| Etapa VIII               |           |                |                                  |                   |                   |
| 21 de febrero de 2018    | Las Vegas | Estados Unidos | Planet Hollywood Resort & Casino | 8 574 / 9 007     | $1 689 417        |
| 23 de febrero de 2018    | Las Vegas | Estados Unidos | Planet Hollywood Resort & Casino | 8 574 / 9 007     | $1 689 417        |
| 24 de febrero de 2018    | Las Vegas | Estados Unidos | Planet Hollywood Resort & Casino | —                 | —                 |
| 28 de febrero de 2018    | Las Vegas | Estados Unidos | Planet Hollywood Resort & Casino | —                 | —                 |
| Etapa IX                 |           |                |                                  |                   |                   |
| 2 de marzo de 2018       | Las Vegas | Estados Unidos | Planet Hollywood Resort & Casino | 24 473 / 26 249   | $4 677 007        |
| 3 de marzo de 2018       | Las Vegas | Estados Unidos | Planet Hollywood Resort & Casino | 24 473 / 26 249   | $4 677 007        |
| 24 de marzo de 2018      | Las Vegas | Estados Unidos | Planet Hollywood Resort & Casino | 24 473 / 26 249   | $4 677 007        |
| 28 de marzo de 2018      | Las Vegas | Estados Unidos | Planet Hollywood Resort & Casino | 24 473 / 26 249   | $4 677 007        |
| 30 de marzo de 2018      | Las Vegas | Estados Unidos | Planet Hollywood Resort & Casino | 24 473 / 26 249   | $4 677 007        |
| 31 de marzo de 2018      | Las Vegas | Estados Unidos | Planet Hollywood Resort & Casino | 24 473 / 26 249   | $4 677 007        |
| 4 de abril de 2018       | Las Vegas | Estados Unidos | Planet Hollywood Resort & Casino | 34 786 / 41 305   | $6 292 505        |
| 6 de abril de 2018       | Las Vegas | Estados Unidos | Planet Hollywood Resort & Casino | 34 786 / 41 305   | $6 292 505        |
| 7 de abril de 2018       | Las Vegas | Estados Unidos | Planet Hollywood Resort & Casino | 34 786 / 41 305   | $6 292 505        |
| 11 de abril de 2018      | Las Vegas | Estados Unidos | Planet Hollywood Resort & Casino | 34 786 / 41 305   | $6 292 505        |
| 13 de abril de 2018      | Las Vegas | Estados Unidos | Planet Hollywood Resort & Casino | 34 786 / 41 305   | $6 292 505        |
| 14 de abril de 2018      | Las Vegas | Estados Unidos | Planet Hollywood Resort & Casino | 34 786 / 41 305   | $6 292 505        |
| 18 de abril de 2018      | Las Vegas | Estados Unidos | Planet Hollywood Resort & Casino | 34 786 / 41 305   | $6 292 505        |
| 20 de abril de 2018      | Las Vegas | Estados Unidos | Planet Hollywood Resort & Casino | 34 786 / 41 305   | $6 292 505        |
| 21 de abril de 2018      | Las Vegas | Estados Unidos | Planet Hollywood Resort & Casino | 34 786 / 41 305   | $6 292 505        |
| Etapa X                  |           |                |                                  |                   |                   |
| 16 de mayo de 2018       | Las Vegas | Estados Unidos | Planet Hollywood Resort & Casino | 32 753 / 39 901   | $6 194 547        |
| 18 de mayo de 2018       | Las Vegas | Estados Unidos | Planet Hollywood Resort & Casino | 32 753 / 39 901   | $6 194 547        |
| 19 de mayo de 2018       | Las Vegas | Estados Unidos | Planet Hollywood Resort & Casino | 32 753 / 39 901   | $6 194 547        |
| 22 de mayo de 2018       | Las Vegas | Estados Unidos | Planet Hollywood Resort & Casino | 32 753 / 39 901   | $6 194 547        |
| 25 de mayo de 2018       | Las Vegas | Estados Unidos | Planet Hollywood Resort & Casino | 32 753 / 39 901   | $6 194 547        |
| 26 de mayo de 2018       | Las Vegas | Estados Unidos | Planet Hollywood Resort & Casino | 32 753 / 39 901   | $6 194 547        |
| 27 de mayo de 2018       | Las Vegas | Estados Unidos | Planet Hollywood Resort & Casino | 32 753 / 39 901   | $6 194 547        |
| 30 de mayo de 2018       | Las Vegas | Estados Unidos | Planet Hollywood Resort & Casino | 32 753 / 39 901   | $6 194 547        |
| 1 de junio de 2018       | Las Vegas | Estados Unidos | Planet Hollywood Resort & Casino | 32 753 / 39 901   | $6 194 547        |
| 2 de junio de 2018       | Las Vegas | Estados Unidos | Planet Hollywood Resort & Casino | 32 753 / 39 901   | $6 194 547        |
| 6 de junio de 2018       | Las Vegas | Estados Unidos | Planet Hollywood Resort & Casino | 21 478 / 24 463   | $4 108 431        |
| 8 de junio de 2018       | Las Vegas | Estados Unidos | Planet Hollywood Resort & Casino | 21 478 / 24 463   | $4 108 431        |
| 9 de junio de 2018       | Las Vegas | Estados Unidos | Planet Hollywood Resort & Casino | 21 478 / 24 463   | $4 108 431        |
| 13 de junio de 2018      | Las Vegas | Estados Unidos | Planet Hollywood Resort & Casino | 21 478 / 24 463   | $4 108 431        |
| 15 de junio de 2018      | Las Vegas | Estados Unidos | Planet Hollywood Resort & Casino | 21 478 / 24 463   | $4 108 431        |
| 16 de junio de 2018      | Las Vegas | Estados Unidos | Planet Hollywood Resort & Casino | 21 478 / 24 463   | $4 108 431        |
| Etapa XI                 |           |                |                                  |                   |                   |
| 1 de septiembre de 2018  | Las Vegas | Estados Unidos | Planet Hollywood Resort & Casino | —                 | —                 |
| 2 de septiembre de 2018  | Las Vegas | Estados Unidos | Planet Hollywood Resort & Casino | 17 860 / 18 905   | $3 773 203        |
| 5 de septiembre de 2018  | Las Vegas | Estados Unidos | Planet Hollywood Resort & Casino | 17 860 / 18 905   | $3 773 203        |
| 7 de septiembre de 2018  | Las Vegas | Estados Unidos | Planet Hollywood Resort & Casino | 17 860 / 18 905   | $3 773 203        |
| 8 de septiembre de 2018  | Las Vegas | Estados Unidos | Planet Hollywood Resort & Casino | 17 860 / 18 905   | $3 773 203        |
| 12 de septiembre de 2018 | Las Vegas | Estados Unidos | Planet Hollywood Resort & Casino | 12 419 / 12 946   | $2 576 956        |
| 14 de septiembre de 2018 | Las Vegas | Estados Unidos | Planet Hollywood Resort & Casino | 12 419 / 12 946   | $2 576 956        |
| 15 de septiembre de 2018 | Las Vegas | Estados Unidos | Planet Hollywood Resort & Casino | 12 419 / 12 946   | $2 576 956        |
| 19 de septiembre de 2018 | Las Vegas | Estados Unidos | Planet Hollywood Resort & Casino | 18 959 / 19 076   | $4 274 801        |
| 21 de septiembre de 2018 | Las Vegas | Estados Unidos | Planet Hollywood Resort & Casino | 18 959 / 19 076   | $4 274 801        |
| 22 de septiembre de 2018 | Las Vegas | Estados Unidos | Planet Hollywood Resort & Casino | 18 959 / 19 076   | $4 274 801        |
| 26 de septiembre de 2018 | Las Vegas | Estados Unidos | Planet Hollywood Resort & Casino | 19 989 / 20 030   | $4 428 356        |
| 28 de septiembre de 2018 | Las Vegas | Estados Unidos | Planet Hollywood Resort & Casino | 19 989 / 20 030   | $4 428 356        |
| 29 de septiembre de 2018 | Las Vegas | Estados Unidos | Planet Hollywood Resort & Casino | 19 989 / 20 030   | $4 428 356        |
| Total                    | Total     | Total          | Total                            | 395 739 / 422 642 | $80 555 251       |

### Conciertos pospuestos
| Fecha                | Ciudad, País              | Lugar                            | Motivo                                             |
| -------------------- | ------------------------- | -------------------------------- | -------------------------------------------------- |
| 4 de octubre de 2017 | Las Vegas, Estados Unidos | Planet Hollywood Resort & Casino | En respeto a las víctimas del Tiroteo de Las Vegas |
| 6 de octubre de 2017 | Las Vegas, Estados Unidos | Planet Hollywood Resort & Casino | En respeto a las víctimas del Tiroteo de Las Vegas |
| 7 de octubre de 2017 | Las Vegas, Estados Unidos | Planet Hollywood Resort & Casino | En respeto a las víctimas del Tiroteo de Las Vegas |